# Paolo Marletta
Paolo Marletta (Catania, 8 gennaio 1914 – Roma, 4 marzo 2010) è stato uno scrittore e critico letterario italiano.

## Biografia

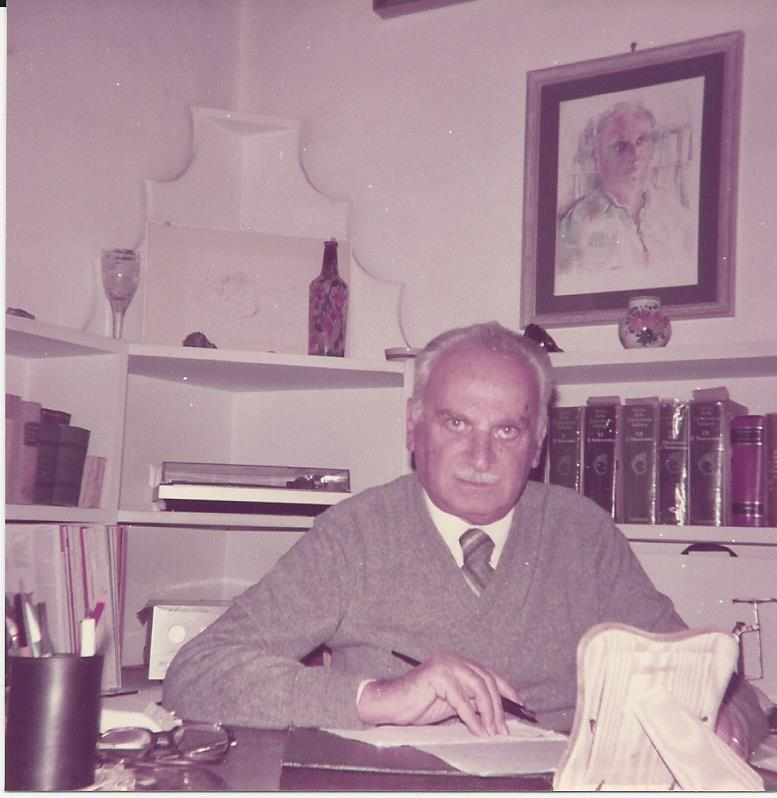
Paolo Marletta nel suo studio di Roma

Si laurea in lettere nel 1934 dopo aver svolto gli studi all'Università e alla Scuola Normale Superiore di Pisa. Per alcuni anni insegna negli Istituti superiori di Trapani, La Spezia, Catania e Roma. Narratore e critico letterario, esordisce sul Giornale dell'Isola di Catania, con una traduzione da G.Sand (Un amico della mia infanzia, 9 dicembre 1928) e due brevi racconti Esseri minimi e Vita morte e miracoli di un asino, sempre nel dicembre 1928. 
Nei primi anni della sua attività collabora con numerose riviste tra cui il Campano di Pisa, gli Annali della Scuola Normale Superiore di Pisa, la Tradizione di Catania, il Popolo di Sicilia, il Mattino dell'Italia centrale e la Sicilia.
Dopo aver pubblicato alcuni scritti di critica letteraria (sul Teatro di Verga nel 1940 e sulla Vita di Benvenuto Cellini nel 1941), si dedica completamente alla narrativa pubblicando diverse raccolte di racconti e romanzi. 
Scrittore di fede cattolica, rintracciabile negli intrecci narrativi, non praticò mai una scrittura militante. 
Al riguardo della sua prosa, Diego Valeri osservò: "La scrittura di Marletta è piana, fluida, senza fronzoli, senza violenze lessicali o sintattiche, senza colpi di scena: una scrittura da galantuomo delle lettere; tutta funzionale, cioè tutta espressiva". 
La sua opera prima, Pianto d'Eva comprende una raccolta di racconti pubblicati da Mondadori nel 1952. Questo libro ha ottenuto il secondo premio "Venezia" per un'opera inedita, nonché il primo premio "Firenze" ex aequo con lo scrittore Sirio Giannini nel 1956.
Nel 1957, esce Un angelo si traveste, romanzo pubblicato da Vallecchi.
Nel 1968 esce il suo romanzo più noto La Signora di Anzio (ed.Rebellato), la cui vicenda ha luogo tra il 1943 ed 1944 nel periodo della cosiddetta "Italia provvisoria" tra le città di Anzio e Roma. In una presentazione scritta dall'amico e scrittore Giuseppe Dessì si legge: "Il romanzo, tradizionale per la sua struttura ed i procedimenti narrativi, è attualissimo e di gusto moderno per l'assoluta mancanza di retorica e per il senso sociale ed etico che lo pervade. È impostato sulla condanna di ogni nazionalismo e di ogni guerra, insieme alla comprensione e compassione delle dolorose crisi di coscienza che tale condanna, in quel periodo critico, doveva comportare". 
Nel 1970, con Francesco Grisi, Antonio Barolinie Marcello Camilucci, fonda il Sindacato Libero Scrittori Italiani, che nasce come scissione dal Sindacato Nazionale Scrittori in polemica con la sua impostazione gramsciana e cattocomunista. 
Seguono i racconti de Il lume dietro le spalle (ed.Bietti, 1971) e La città del Purgatorio (Rebellato, 1974).
Sulla Rivista trimestrale Le ragioni critiche diretta da Ermanno Scuderi (Annata XIV nn.51-54, gennaio-dicembre 1985, Aldo Marino, C.U.E.M. Editori) è stato pubblicato per la prima volta il racconto a sfondo religioso Dormitio Virginis. Successivamente ne furono stampate 500 copie fuori commercio e numerate negli Opuscoli "Primarno" n.54. 
Il racconto della Dormitio Virginis è stato tradotto in francese da Ben Felix Pino e Jean-Louis Picoche e pubblicato in Francia nel 1997 (Edition SIGE').
I racconti brevi de Il Re della Contrada vengono pubblicati nel 1989 (Ed.Serarcangeli).

## Opere
- Pianto d'Eva, Milano, Mondadori, 1952.
- Un angelo si traveste, Firenze, Vallecchi, 1957.
- La signora di Anzio, Padova, Rebellato, 1968.
- Il lume dietro le spalle, Milano, Bietti, 1971.
- La città del Purgatorio, Padova, Rebellato, 1974.
- Arcangelo Blandini, Palermo, Palumbo, 1977.